# Дніпровські Пороги (заказник)
Дніпро́вські Поро́ги — геологічний заказник загальнодержавного значення в Україні. Розташований у межах міста Запоріжжя. 
Заказник належить до переліку природно-заповідних територій, особливо важливих для збереження біорізноманіття Запорізької області.

## Опис
Площа природоохоронної території 1383 га. Статус з 1974 р (охороняється з 1963 р.). 
Охороняється порожиста частина Дніпра, де виходи на поверхню кристалічних порід Українського щита утворювали Дніпрові пороги. До території заказника входять частина острова Хортиці, острів Байди, острів Дубовий, скелі Стіг-1, Стіг-2, Стіг-3 та Два Брати. Кристалічні породи представлені переважно гранітами, гнейсами й магматитами. У багатьох місцях вони відслонюються, утворюючи урвисті береги та скелі. 
Природний комплекс заказника включає також наскельну рослинність, залишки байрачних лісів, ділянки цілинного степу і дніпровські плавні. З рідкісних трапляються ковила волосиста, ковила Лессінга, тюльпан Шренка, Шафран сітчастий, астрагал мохнатоквітковий, сальвінія плаваюча, занесені до Червоної книги України. У плавнях — водяний горіх плаваючий — реліктовий вид, занесений до Червоної книги. Багатий тваринний світ. 
На території заказника виявлено археологічні та історичні пам'ятки різного віку.
Заказник має наукове, естетичне та історичне значення. 

## Галерея

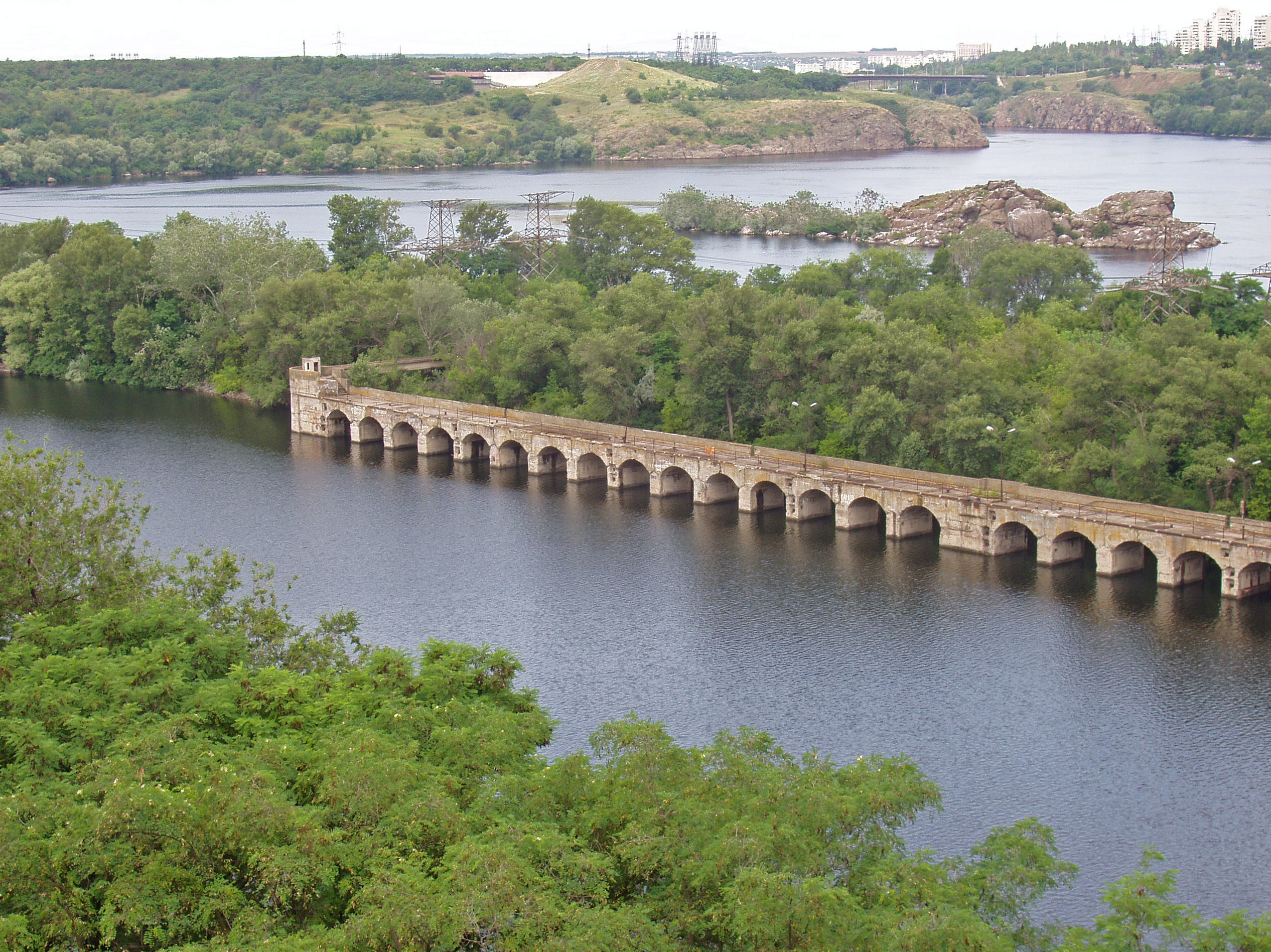
Дніпровські Пороги
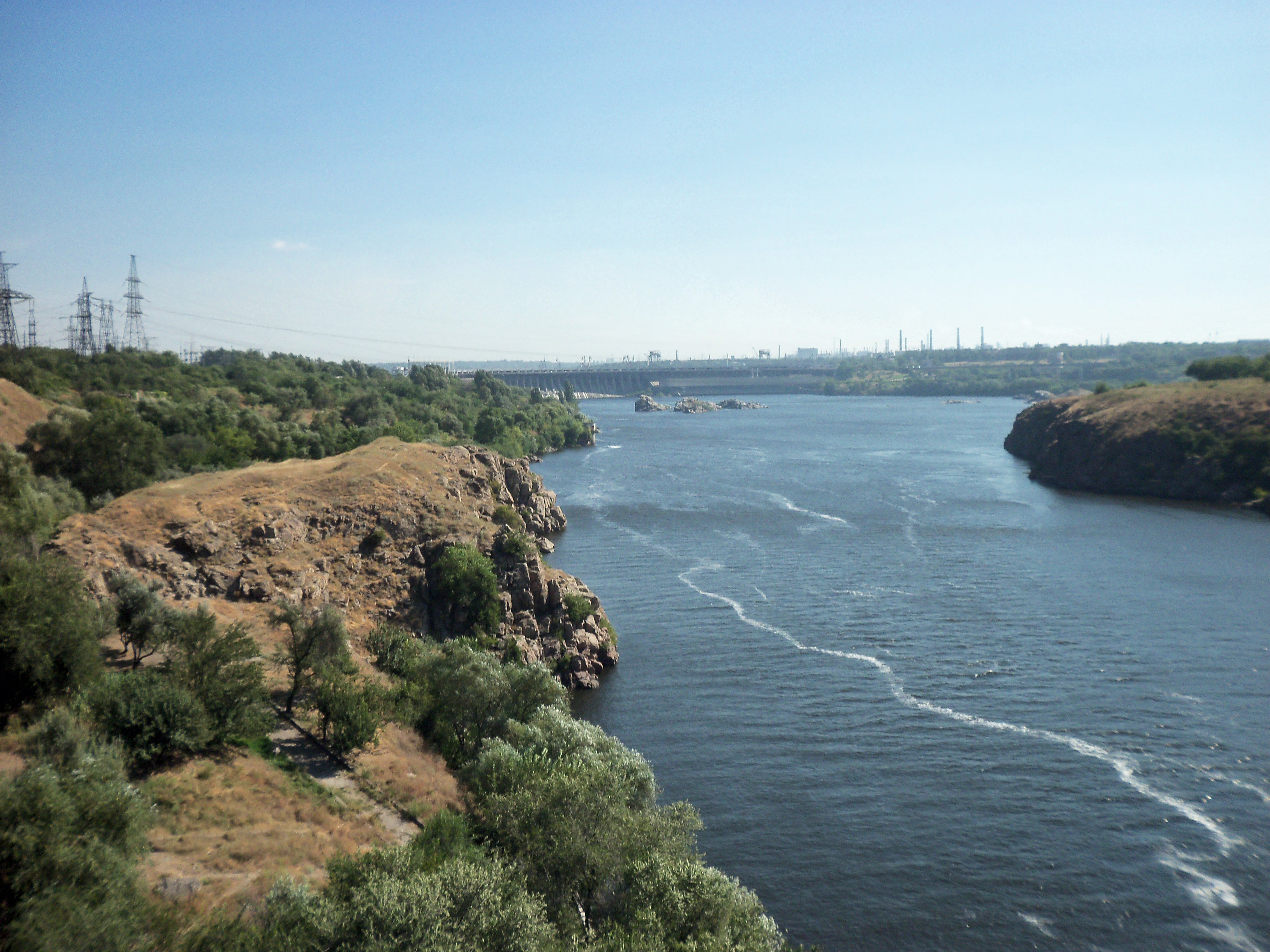
Дніпровські Пороги в Запоріжжі
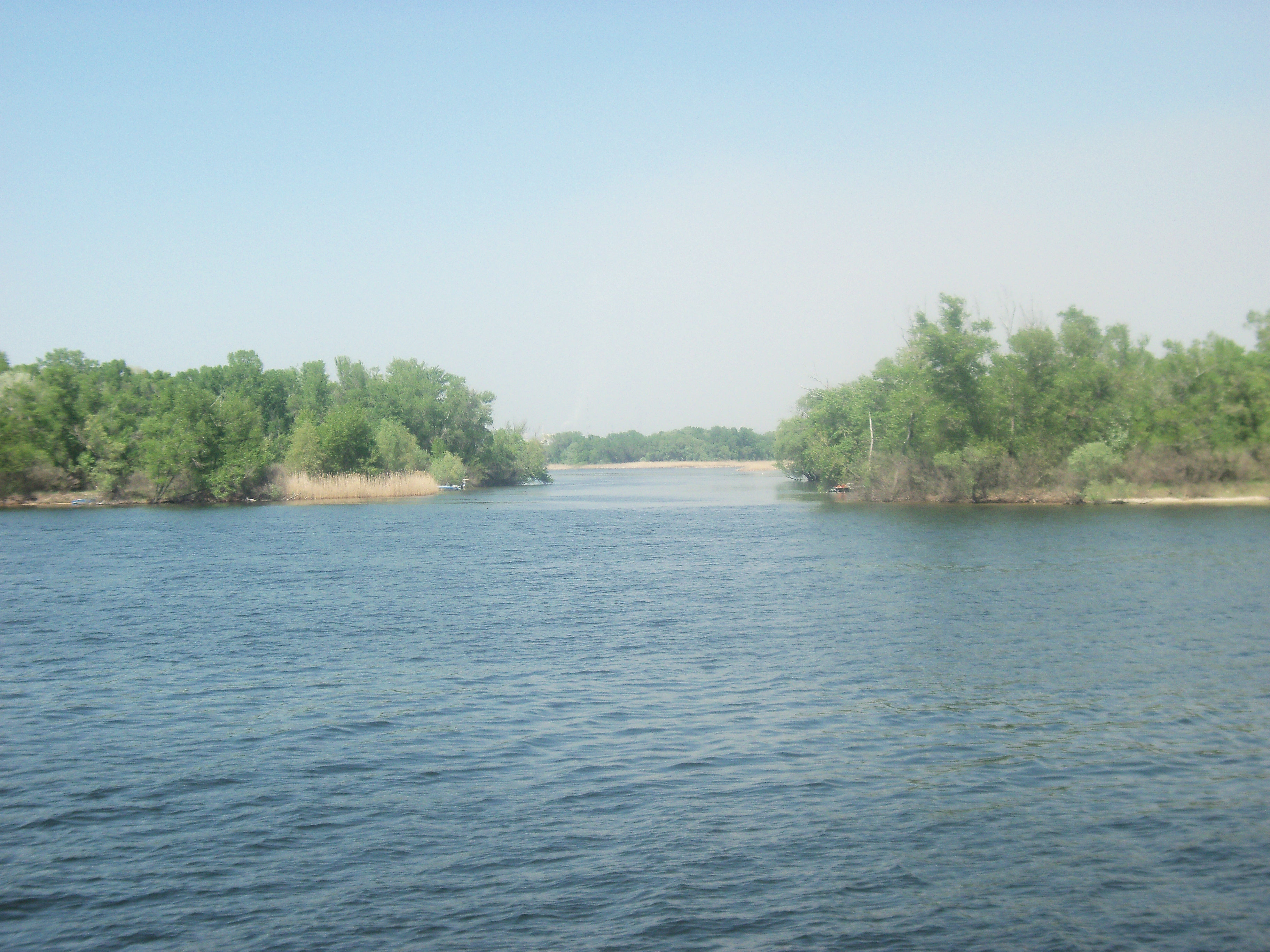
Дніпровські Пороги в Запоріжжі
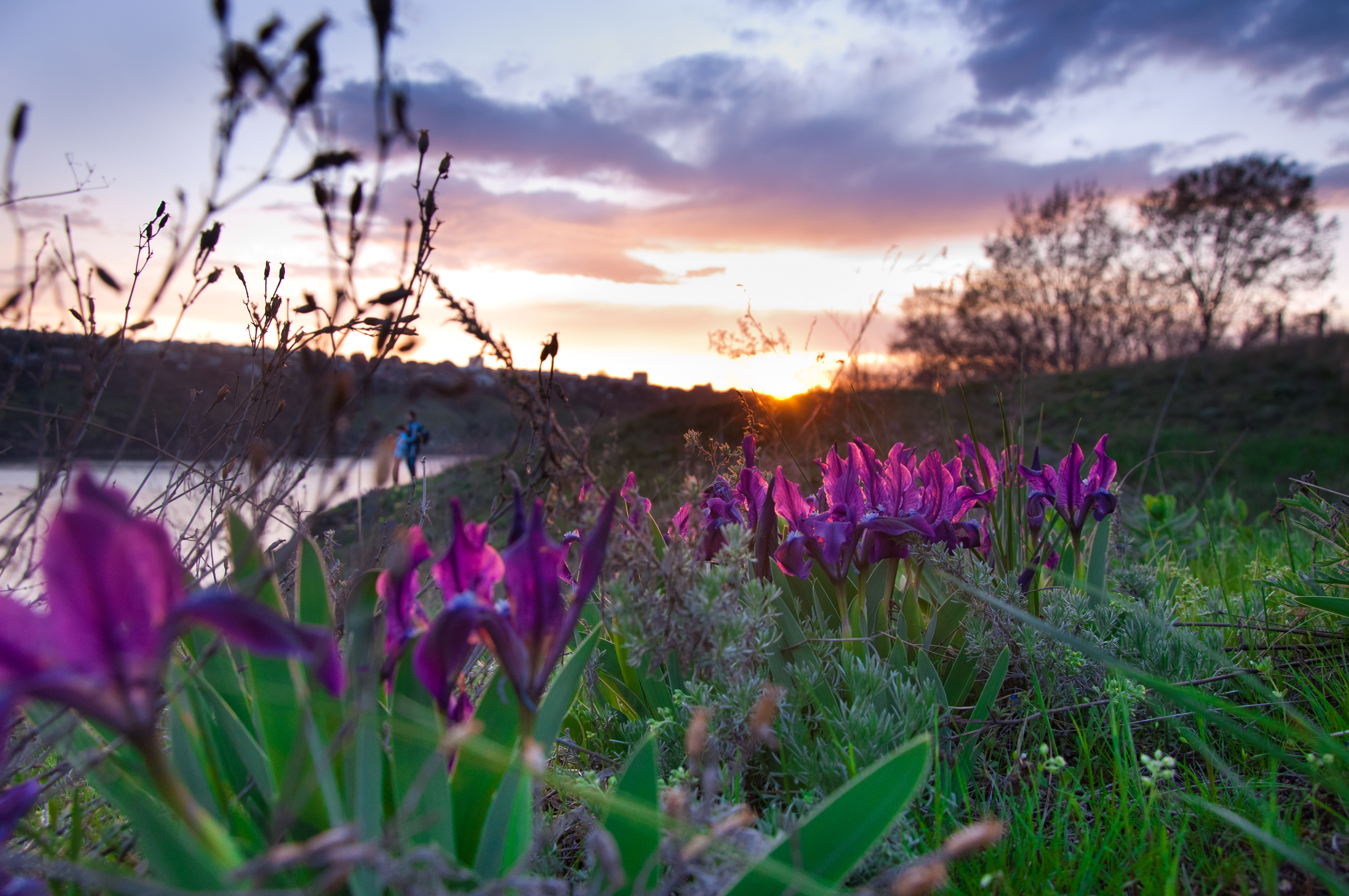
Хортицькі дикі іриси
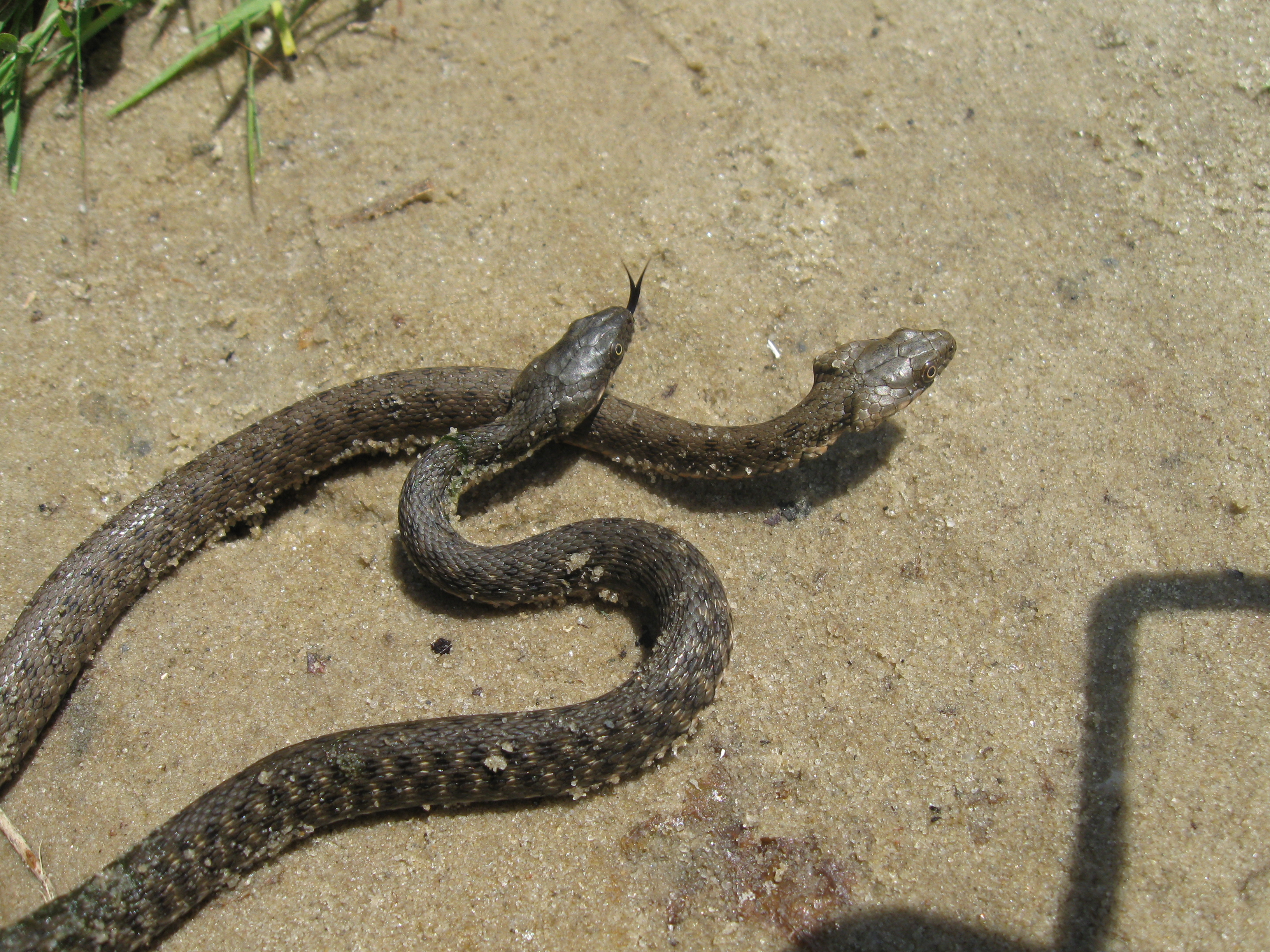
Водяні вужі